# 季方

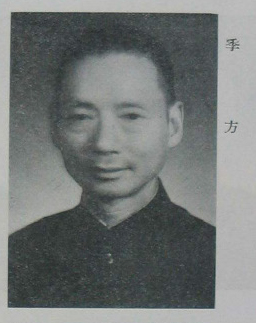
季方近照

季方（1890年4月—1987年12月17日），字正成，男，江苏海门三阳镇人，中华人民共和国政治人物，原副国级领导人，曾任全国政协副主席。

## 生平
季方17岁参军，1912年8月考入保定陆军军官学校，1913年离校参加癸丑讨袁的湖口起义，兵败返回南通，任江苏省警备队连长。后应响应蔡锷讨袁护国运动，事先被泄、判刑十年。袁世凯死后获释，进入上海中华模范地方自治讲习所学习。
1921年，加入中国国民党，在广州黄埔军校任特别官佐，曾参加东征和讨伐陈炯明之役。1926年参加北伐，任国民革命军政治部组织科长，第二十二师党代表兼政治部主任，第一师政治部主任，武汉国民革命军总政治部军事指挥教导营营长，第四军教导团参谋长。1930年，参加邓演达创建的中国国民党临时行动委员会，任中央干部会干事，负责总务、联络、军事方面的工作。1933年参加闽变，任军事委员会高级参谋。随后被逮捕，后保释。1938年，参加“华东武装抗日自卫委员会”的活动，组织武装抗日。1939年，任国民党战地党政委员会少将指导员。1940年，进入苏中根据地，任新四军苏中第四军分区司令员。抗日战争后，担任任苏皖边区政府副主席。1948年，担任华东军区解放军军官教导总团团长。
1949年2月，中共中央通知季方参加筹备新政协工作，定于2月底3月初到达北平。但是，随着解放战争迅速推进，农工党各地组织纷纷由地下转为公开，内部成分复杂，鱼龙混杂，问题很多，领导之间意见也不一致。农工党领导人章伯钧和中共中央统战部商定，由季方负责整理农工党的党务。季方抵平后，即从北平开始整理党务工作。1949年4、5月宁、沪相继解放后，又去南京、上海整理党务工作。直到1949年6月中旬新政协筹备会前夕，才赶回北平。1949年9月，参加中国人民政治协商会议第一届全体会议。
中华人民共和国成立后，先后任中央人民政府交通部副部长，江苏省人民政府副省长。1951年12月，任中国农工民主党中央执行局委员兼中央副秘书长。1958年起，任中国农工民主党中央代理主席、主席。1978年3月至1987年12月，任全国政协副主席。
1982年11月27日，时任农工党中央主席的季方，与时任民建中央主席胡厥文、全国工商联主席胡子昂，代表“两党一会”向中共中央上报《关于扶持和振兴中药事业的建议》，建议大力发展中药的种植与加工，有利于促进农业生产的发展，有利于促进医疗工作的发展。这件事被称为新时期爱国统一战线的“三老上书”，得到时任中共中央总书记胡耀邦的回复。
1987年1月农工党九届三中全会上，辞去主席职务，被一致推举为名誉主席。同年12月17日，病逝于北京。